# Cucerirea romană a Marii Britanii
Cucerirea romană a Marii Britanii a fost un proces treptat, care a început în anul 43, când Imperiul Roman s-a aflat sub conducerea împăratului Claudius. Generalul lui, Aulus Plautius, a fost primul guvernator al Britaniei. Insula a fost, însă, țelul expedițiilor militare romane mai devreme, în timpurile Republicii și Imperiului timpuriu. Ca în cazul tuturor regiuni limitrofe, Marea Britanie deja s-a bucurat de legături comerciale și diplomatice cu romanii, iar influența culturală și economică a Romei a fost o parte importantă a epocii de fier pe insulă, în special în ținuturile sale de sud.

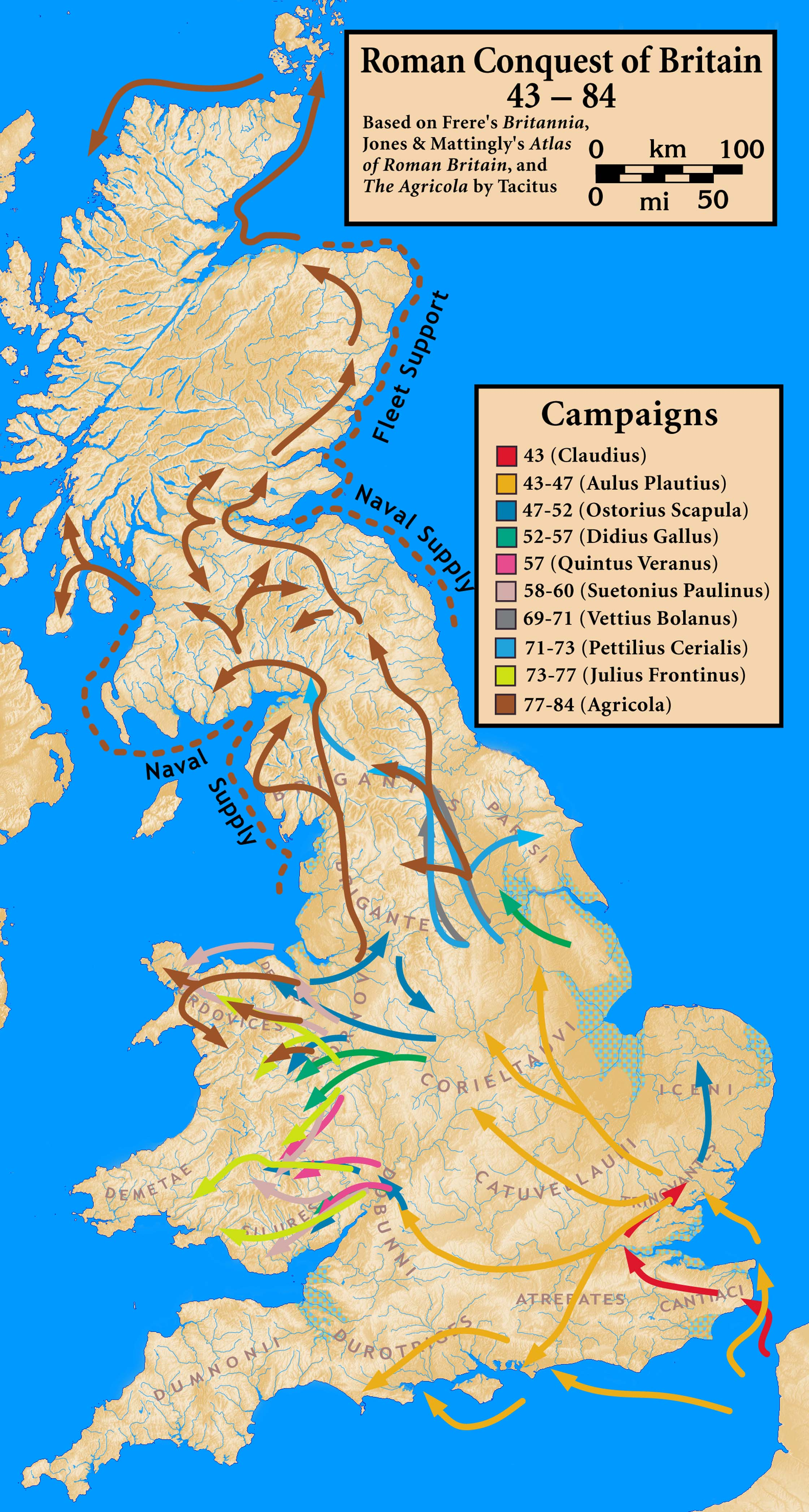
Campania din Marea Britanie, 43 - 84 e.n.

Între 55 î.Hr. și 40, status quo introdus de Iulius Cezar și bazat pe tributuri, ostatici și dependență politică față de Roma, a rămas aproape neatins. August a planificat expediții în 34 î.Hr., 27 î.Hr. și 25 î.Hr. Întâia și cea din urmă au fost anulate din cauza revoltelor în celelălte părți ale imperiului, iar cea de-a doua pentru că britanii păruseră să fie gată să se înțeleagă. Conform operei lui August, Res Gestae Divi Augusti, doi regi britani, Dumnovellaunus și Tincomarus, au venit la Roma ca implorători în timpul domniei lui, iar Geographica lui Strabo susține că Marea Britanie a plătit mai mult în taxe vamale și peaj decât ar fi plătit după cucerire. Totuși, în jurul anului 40, situația politică la insula a schimbat. Catuvellauni au luat locul lor Trinovantes ca cel mai puternic regat din partea de sud-est a Marii Britanii, cucerind fostă capitală a lor, Camulodunum (astăzi Colchester) și i-a pus în pericol pe Atrebates, conduși de către descendanții aliatului vechi al lui Iulius Cezar, Commius.
Caligula a planificat o campanie împotrivă britanilor în 40, efectuându-o, însă, în mod caraghios: conform relației lui Suetonius, a aliniat trupele sale aflându-se în față Canalului Mânecii și i-a ordonat să lupte cu undele mării. Pe urmă, a decis că soldații ar colecționa carapacele, referindu-se la ele „prada din ocean pentru Capitolul și Palatul”. Istoricii moderni sunt incerți dacă aceasta a fost un fel de pedeapsă pentru o revoltă prin legioniști sau numai un semn al deranjamentului mintal al lui Caligula. Cu toate acestea, este cert că această „invazie” a pregătit trupele pentru luptă și cauzase că au fost construite mai multe clădiri de folos pentru expediția viitoare, spre exemplu un far de la Boulogne-sur-Mer, care a servit ca model pentru asemenea construcție în Dover.

## Pregătirile lui Claudius

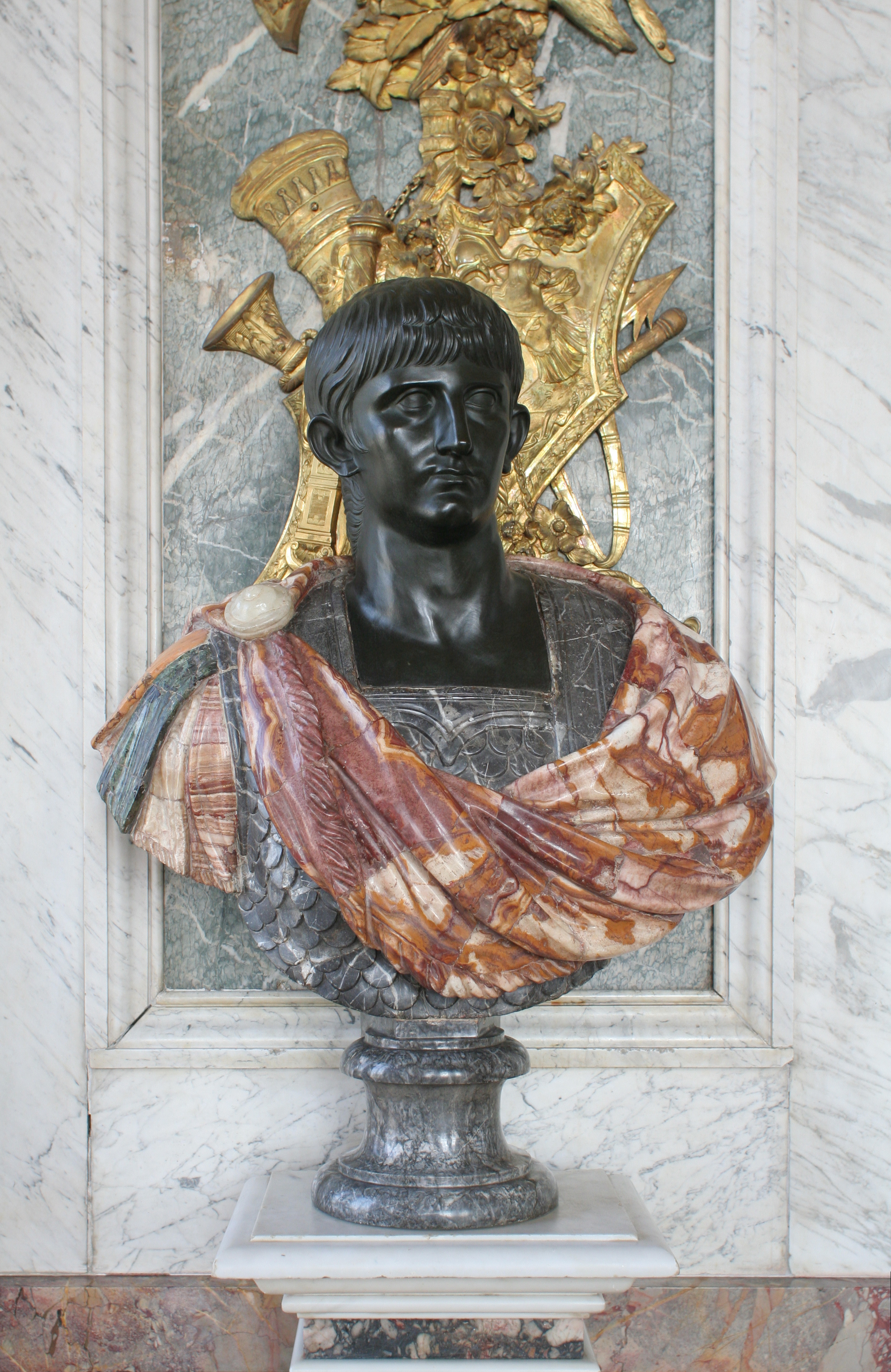
Împăratul Claudius

Trei ani după invazia eșuată a lui Caligula, succesorul lui la tron, împăratul Claudius, trăgând învățăminte din campania predecesorului lui, a format o forță de invazie pentru a aduce pe tronul Verica, un rege exilat al lor atrebates. Aulus Plautius, un senator important, a devenit conducătorul a patru mari legiuni care aveau un total de 20 000 de soldați fără să socotim numărul auxiliarilor, cu care erau aproape 40 000 de oameni în total. Legiunile lui Plautius erau:
- Legiunea a II-a Augusta
- Legiunea a IX-a Hispana
- Legiunea a XIV-a Gemina
- Legiunea a XX-a Valeria Victrix

Legiunea a II-a Augusta este renumită pentru că a fost condusă de către viitorul împărat Vespasian. Conform scrierilor antice, alți trei consuli au fost numiți comandanți ai forțelor de invazie.